# 마이컬슨 간섭계
마이컬슨 간섭계(Michelson interferometer)는 물리학에서 빛의 간섭 무늬를 확인하기 위한 장치이다. 앨버트 마이켈슨에 의해 고안되었으며, 간섭 현상 연구에 가장 널리 사용되는 장치이다. 마이켈슨 간섭계에서는 빛살이 빔 가르개를 지나면서 두 갈래로 갈라졌다가 다시 합쳐지면서 간섭무늬가 생기게 된다. 이러한 간섭무늬가 생기는 원인은, 빛살이 갈라지면서 지나는 두 경로의 거리가 서로 다르기 때문에 생기는 빛의 위상차나, 서로 다른 물질을 지나면서 생기는 굴절률의 차이에 있다. 마이켈슨과 에드워드 모올리는 이 간섭계를 이용해 마이켈슨-몰리 실험을 수행하여 에테르가 존재하지 않는다는 것을 증명했다.

## 원리
빛살이 광원을 출발하여 빔 가르개를 지난 후 검출기에 도달하기까지 두 갈래의 경로를 따른다.( 일반 간섭계에 따르면 파장의 정수배가 되는 조건하에서 밝은 무늬를 주지만 마이켈슨 간섭계의 경우는 어두운 무늬를 준다. 그 이유로는 공기와 유리의 굴절률에 기인한다. ) 이 두 경로의 거리가 파장의 반정수배(1/2, 3/2, 5/2 등)만큼 차이난다면 보강간섭이 일어나게 되어 강한 신호가 검출되고, 파장의 정수배(0 포함)만큼 차이난다면 상쇄간섭이 일어나게 된다.

## 실험

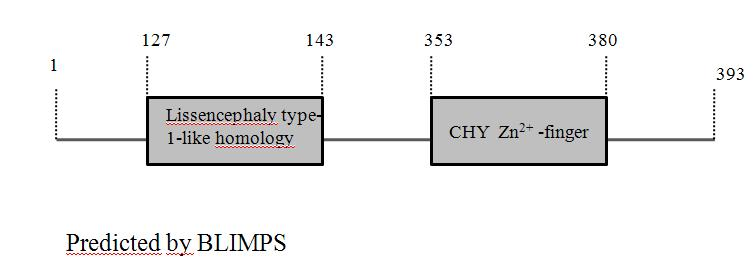
fig5.1 scheme of collimating lens

실험에서 볼록렌즈를 사용해서 레이저 빔을 초점으로 모았다. 여기서 그린 글래스 플레이트(green glass plate)로 초점임을 확인했고, 레이저 빛이 근사적으로 구형으로 방사되는 이 점을 상의 위치로 보았다.
또한 실험 도중에 임기응변으로 많은 계획에 많은 변화가 있었는데
1. 먼저 가동 거울을 움직일 때의 프린지 시프트(fringe shift)를 이용해서 재려고 했으나 위에서 언급했듯이 레이저 파장은 마이크로미터의 측정 눈금보다 훨씬 작아서 채 한 눈금을 움직이기도 전에 shift가 순식간에 지나가 버렸다. 따라서 반지름을 통해서 측정하는 약간 오차가 큰 방법을 불가피하게 선택했다.
2. 특히, 동영상 촬영을 통해서 해보려고 했으나 간섭무늬 자체가 이미 조도가 낮아서 DSLR로도 사진을 찍는데 수초 동안 노출을 주어야 해서 프레임 수가 높은 동영상 촬영 자체가 불가능했다.
3. 또한, 마지막에 결상렌즈로 상을 더 크게 잡지 않으면 반지름 측정조차 할 수 없는데, 생각보다 배율이 큰 결상렌즈를 사용해야 했다. 이는 mm자로 재고 눈으로 볼 만큼 크게 확대를 해야 했기 때문에 배율이 충분히 커서 간섭무늬 반지름이 100mm까지 되어야 했다.

따라서 결상렌즈의 배율을 측정해야 했는데 이건 처음 상의 위치로 했던 곳부터 결상렌즈 위치에서의 프린지 반경이 {\displaystyle R_{0}}라면 Fig 5.1에서 배율 {\displaystyle m={\frac {FB}{AF}}}이므로
{\displaystyle f(p)=p\lambda =\Delta d({\frac {r_{p}}{R_{0}}})^{2}=\Delta d({\frac {r_{p}}{mR_{0}}})^{2}}
그러므로 {\displaystyle p}와 {\displaystyle f(p)}사이의 plot에서 기울기로 파장 {\displaystyle \lambda }를 구할 수 있다.

## 광학계 구성 요소 간 거리 측정
1. 초점에서 광선 분할기까지: 95mm
2. 광선 분할기에서 고정식거울까지: 164mm
3. 광선 분할기에서 이동식거울까지: 205mm (초기 경로차를 0으로 하려고 했으나 마이크로미터 자체 크기 때문에 경로차를 두었다)
4. 광선 분할기에서 조준렌즈까지: 150mm
5. 조준 렌즈에서 스크린까지: 1154mm
6. 물질의 심도 (굴절률 측정을 위해): 50mm
7. 레이저빔의 실제 파장: 632.8nm

즉, {\displaystyle R_{0}=423mm} and {\displaystyle \Delta d=42mm}이 된다.

## 결상렌즈 배율
실험에서 AF= 60mm
BF = 1094mm
따라서 {\displaystyle m=18.23}

## 간섭무늬

### p 번째 동심원 간섭무늬의 반지름 측정
{\displaystyle r_{0}}는 위 [그림2.4]에서의 {\displaystyle R_{0}}로 {\displaystyle r_{0}=d_{E}+d_{S}+2d_{2}}이고 단위는 mm이다. 측정하는 과정에서 확대용 렌즈를 사용했기 때문에 {\displaystyle d_{E}}는 렌즈까지의 거리가 된다.{\displaystyle \Delta d}는 두 경로의 빛의 경로차로 단위는 역시 mm이다.

## 결과 분석 및 제안

### 레이저의 파장 측정
마이컬슨 간섭계를 이용해서 빛의 파장을 계산할 수 있다.
fig 6.1,2,3은 p vs pλgraph이다. 각각의 p번째 밝은 무늬의 반지름을 재고, 이론 부분에서의 식인
{\displaystyle p\lambda =\Delta d({\frac {r_{p}}{R_{0}}})^{2}}
를 이용해서 p vs pλ를 그릴 수 있다. 여기서 slope이 λ가 되어서 p 측정에서 0번째 반지름이 1번째로 밀리거나 하는 것과 상관없이 파장을 구할 수 있다.
fig6.1,2,3에서는 {\displaystyle R^{2}} 이 거의 1로 정밀한 결과임을 볼 수 있다.

## refractive index 측정에서 문제점
fig 6.5는 p vs p/d graph이다. 각각의 p번째 밝은 무늬의 반지름을 재고, 이론 부분에서
{\displaystyle {\frac {p}{\Delta d}}=({\frac {r_{p}}{R_{0}}})^{2}{\frac {1}{\lambda }}}
로부터 p vs p/d를 그릴 수 있다. 여기서 slope가 d의 역수가 되어서 역시 p 측정에서 값이 하나씩 밀리더라도 상관없이 정확히 광로차를 계산할 수 있다. 하지만 fig6.5에서 나온 slope으로부터 계산된 광로차는 굴절률이 있는 물질을 삽입했는데 더 줄어들었다. 이는 간섭무늬가 다른 방법에 생겼음을 의미한다. 왜냐하면 실험에서 사용된 물질은 유리와 비슷했고, 굴절률이 1.5 근처라고 생각할 때, 두께가 50mm였으므로 적어도 25mm 이상으로 광로차가 증가했어야 하기 때문에 다른 어떠한 측정 오차로도 광로차가 주는 것을 설명할 수 없다.

## 같이 보기
- 레이저 간섭계 중력파 관측소
- 해군 정밀도 광학 간섭계
- VIRGO 간섭계